# Monacha cartusiana
Monacha cartusiana és una espècie de gastròpode eupulmonat terrestre de la família Hygromiidae. És l'espècie tipus del gènere Monacha.

## Distribució
La distribució d'aquesta espècie de cargol és atlàntica-mediterrània.

## Cicle vital
La mida del seu ou és 1,8 mm.